# Росен Ванков
Росен Иванов Ванков (роден на 21 март 1985) е български футболист, който играе за Ботев (Враца) като централен защитник и техен капитан.

## Кариера
Ванков започва кариерата си в Етър, преди през лятото на 2009 г. да премине в Ботев (Враца).
На 14 декември 2010 г. той бе определен за футболист на годината на Враца.